# Laurent Pe-Man
Laurent Pe-Man, parfois appelé Laurent Pe-Siao-Man ou Laurent Pe-Lao-Man, décapité en 1856, est un ouvrier chinois chrétien, martyr béatifié.

## Vie
Laurent Pe-Siao-Man est né au début des années 1800 en Chine, à Chouy-tchen dans la province du Kouy-tcheou. Laurent mena une vie d'ouvrier. Il s'établit au Kouang-Si pour mieux gagner sa vie, se maria et s'installa dans le village de Yao-chan.
Converti au catholicisme par un catéchiste, il fut torturé et martyrisé à mort avant d'être décapité le 25 février 1856 à Su-Lik-Hien, dans la Province de Kwang-Si.
Béatifié le 27 mai 1900 en même temps qu'Auguste Chapdelaine et Agnès Tsao-Wong, il est localement célébré le 24 novembre.

## Sources bibliographiques
- Adrien Launay, Histoire des missions de Chine: Mission du Kouang-si, Indes savantes, 2002, p. 63-72.
- « Le vén[érable] Laurent Pe-Man », dans Les cinquante-deux serviteurs de Dieu, français, annamites, chinois, mis à mort pour la foi en Extrême-Orient de 1815 à 1856 dont la cause de béatification a été introduite en 1840, 1843, 1857 : biographies, volume 2, Téqui, 1893, p. 305 et suivantes.